# Lago Hibara
Il lago Hibara è un lago del Giappone, situato nel distretto di Yama. Fa parte del parco nazionale di Bandai-Asahi.

## Formazione
È un lago mesotrofico creatosi in seguito all'eruzione del 1888 del monte Bandai. Una valanga di detriti ha innalzato delle dighe naturali che hanno formato il lago, sommergendo il villaggio di Hibara.

## Turismo
Intorno al lago Hibara si è sviluppata un'industria turistica che offre sentieri escursionistici, crociere, campeggi e altri alloggi. In inverno è molto praticata la pesca sul ghiaccio.